# Big Spruce River (Seal River)
Der Big Spruce River („spruce“ ist der englische Name für die Fichte) ist ein etwa 106 km langer linker Nebenfluss des Seal River im Norden der kanadischen Provinz Manitoba.

## Verlauf
Der Big Spruce River entwässert eine seenreiche Tundralandschaft im Norden von Manitoba. Der Fluss bildet den Abfluss des 295 m hoch gelegenen Scrymgeour Lake. Der Big Spruce River fließt anfangs in überwiegend südlicher Richtung. Am oberen Flusslauf befinden sich die Seen Heriot Lake, Abey Lake, Barr Lake und Ogren Lake. Oberhalb des Ogren Lake befinden sich die Stromschnellen „Simpson Rapids“ (⊙) und „Parker Rapids“ (⊙). Der Big Spruce River fließt unterhalb des Ogren Lake ein kurzes Stück in Richtung Nordost und nimmt bei Flusskilometer 60 den Lewis Creek linksseitig auf. Im folgenden Flussabschnitt durchschneidet der Big Spruce River das Gestein des Kanadischen Schilds und weist dabei zahlreiche scharfe Richtungsänderungen sowie die Stromschnellen „Willis Rapids“ (⊙), „Jones Rapids“ (⊙) und „Crawford Rapids“ (⊙) auf. Etwa bei Flusskilometer 30 treffen Anderson Creek von links sowie Simpson Creek von rechts auf den Fluss. Im Anschluss fließt der Big Spruce River nach Südosten. Östlich des Unterlaufs verläuft ein Os. Der Big Spruce River mündet schließlich auf Höhe der Flussinsel St. Croix Island in einen linken Seitenarm des Seal River. Der Oberlauf des Big Spruce River befindet sich im Caribou River Provincial Park, ein Wildnisschutzgebiet ohne Infrastruktur.

## Einzugsgebiet
Das Einzugsgebiet des Big Spruce River umfasst etwa 1360 km². Größere Seen im Einzugsgebiet sind Ferris Lake, Hoguycho Lake, Obuyi Lake, Simbalist Lake und Slezak Lake.